# Spiomenia praematura
Spiomenia praematura is een Solenogastressoort uit de familie van de Simrothiellidae. De wetenschappelijke naam van de soort is voor het eerst geldig gepubliceerd in 2003 door Todt & Salvini-Plawen.